# Neoleonardia extensa
Neoleonardia extensa är en insektsart som först beskrevs av William Miles Maskell 1895.  Neoleonardia extensa ingår i släktet Neoleonardia och familjen pansarsköldlöss. Inga underarter finns listade i Catalogue of Life.